# NGC 244
NGC 244 je galaksija u zviježđu Kit.

## Vanjske poveznice
- SEDS: NGC 0244